# アブドゥル・マナフ・ヌルディーン
アブドゥル・マナフ・ヌルディーン（英語: Abdul Manaf Nurudeen、1999年2月8日 - ）は、ガーナのサッカー選手。ガーナ代表。ポジションはGK。

## 経歴

### クラブ
セネガルのアスパイア・フットボール・ドリームズで下部組織時代を過ごした。
2017年にKASオイペンに加入。2020年11月7日に行われたベルギー・ファースト・ディビジョンAの試合で選手初出場を記録した。

### 代表
U-20代表としてアフリカ U-20ネイションズカップ2019に参加した。
A代表初招集は2021年9月の2022 FIFAワールドカップ・アフリカ2次予選のエチオピア代表、南アフリカ共和国代表戦であったが、両試合ともに出場機会は無かった。その後、アフリカネイションズカップ2021のメンバーに選出されたが、同大会でも出場は無かった。代表初出場は2022年1月5日に行われたアルジェリア代表との親善試合であった。同年に2022 FIFAワールドカップのメンバーに選出された。

## プレースタイル
ヘッドギアを着けるゴールキーパーとしても知られているが、ペトル・チェフの真似ではないと述べている。

## 代表歴

### 出場大会
- ガーナ代表
  - 2022 FIFAワールドカップ

### 試合数
- 国際Aマッチ 4試合 0得点（2022年-）[6]

| ガーナ代表 | 国際Aマッチ | 国際Aマッチ |
| 年         | 出場        | 得点        |
| ---------- | ----------- | ----------- |
| 2022       | 2           | 0           |
| 2023       | 2           | 0           |
| 2024       |             |             |
| 通算       | 4           | 0           |